# Kiruna Airport
Luchthaven Kiruna is het noordelijkste vliegveld van en in Zweden.
Het vliegveld is ongeveer 5 km ten oosten van de stad Kiruna gelegen, midden in een moeras, maar wel aan de Europese weg 10.
Het vliegveld heeft slechts een kleine toepassing voor burgervluchten, daarnaast is het een van de grootste militaire vliegvelden van Zweden en kunnen hier ook nog wetenschappelijke vluchten starten naar en landen uit de grote wildernis ten noorden van het vliegveld. Het is het grootste deel van de dag gewoon gesloten. De luchthaven had 166.000 passagiers in 2005.

## Passagiersvluchten
| Luchtvaartmaatschappij | Bestemming(en)                                           |
| ---------------------- | -------------------------------------------------------- |
| Norwegian Air Shuttle  | Stockholm-Arlanda Seizoenscharter: London-Gatwick        |
| Scandinavian Airlines  | Stockholm-Arlanda, Umeå Seizoenscharter: London-Heathrow |
| Transavia              | Seizoenscharter: Amsterdam                               |